# Agrilus granulatus
Agrilus granulatus es una especie de insecto del género Agrilus, familia Buprestidae, orden Coleoptera. Fue descrita científicamente por Thomas Say  en 1823.
Mide 7-11 mm. Se encuentra en Estados Unidos. Las larvas se alimentan de Populus, Betula.